# Геолошке карактеристике Републике Српске
Геолошке карктеристике Републике Српске огледају се у геолошкој грађи у којој учествују стене различите старости, од старијег палеозоика до квартара, са хетерогеним литолошким саставом који чине магматске, метаморфне стене и сви типови седиментних стена.

## Положај и карактеристике територије Републике Српске
Република Српска спада у групу континенталних простора који нема излаз на море. Смештена је на контакту две велике природно-географске и друштвено-економске целине – Панонске и Срдоземља, тако да представља неку врсту споне између Панонског и Јадранског басена.
Територија Републике Српске налази се између 42°33' и 45°16' јеверне географске ширине и 16°13' и 19°38' источне географске дужине. Захвата северни и источни део геопростора Босне и Херцеговине и има површину од 24 858 km². (укључујући и део Брчко Дистрикта БиХ).

## Геотектонски састав
Терене ширег подручја Републике Српске изграђују стенски комплекси различитих геотектонских јединица и стратиграфске припадности. Највећи део  територије Републике Српске изграђују Динариди који се на североисточном делу сучељавају са офиолитским појасом, односно западним делом Вардарске зоне. Још увек су  непознати и у фази данашњих корелационих испитивања, палеозојски комплекси у основи Динарида.
Динариди представљају веома сложени мозаик континенталне коре у односу на Вaрдарску зону као творевине великог океанског простора са сложеном грађом и различито третираном еволуцијом.
Терене босанско-херцеговачке територије изграђују комплекси стена Динаридске геотектонске јединице која представља северни део афричке плоче (Гондване), у ужем смислу Динариди су део Адрије. Североисточни делови Динарида са продуженим динаридским офиолитским ободом у директној су колизији са океанским творевинама западног дела Вардарске зоне, односно Евроазијском-Мезијском плочом. Само мали, северни део тњриторије Републике Српске и Босне и Херцеговине  изграђују магматске творевине западног дела Вардарске зоне, односно покровне стене Панона.
Идући од северозапада ка југоистоку наведену основу чини пет јединица-терана, и то:
1. Санско-унски теран,
2. Централнобосанске шкриљаве планине,
3. Јадарски блок теран, који само малим источним делом обухвата терене од Зворника дуж Дрине према северу. Доминантно су заступљени континентални седименти, чија се седиментна сукцесија може пратити oд кластита девон-карбон, преко карбоната тријаса, меланжних творевина јуре, те карбоната и флишних седимената креде.[6]
4. Дринско-ивањичка јединица-теран,  који заузима само мали део источних терена Републике Српске, а смештен је од Романије, Сјемећа, Деветака и Дрине до Зворника. Ова тектонска јединица представља крајњи североисточни део Динарида (Источно-босанскогдурмиторског терана) који је у време средњег тријаса отргнут од матичних комплекса Динарида према северу, када је стваран офиолитски трог, односно откривена океанска кора.[7]
5. Источнобосанско-дурмиторска јединица-теран.

Досадашња корелациона испитивања развоја предметних јединица показују да су ти терани имали различити развој, односно да потичу са различитих ивичних делова океана Тетиса. На теренима ширег подручја Републике Српске вишеструко је регистрован прекид седиментације током доњег и средњег перма тако да се стиче утисак да горњепермски претежно кластични седименти, због седиментацијског континуитета, припадају мезозојским творевинама, што указује на  вероватноћу да је и почетак стварања Динарида везан за пермотријаску седиментацију. Ово остаје само као могућа претпоставка јер већина истраживача почетак стварања Динарида везује за средњетријаксе седиментолошке и тектонске активности.
Идући од југозапада према североистоку Динариде изграђују јединице, које су по старој и новијој интерпретацији: спољашњи, средишњи, унутрашњи Динариди.

### Спољашњи Динариди
Спољашњи Динариди представљају широка пространства, добрим диелом карстификованих, планинских масива југоисточних и јужних диелова Републике Српске. Због изражене карстификације и пукотинско-каверонозног система одликује се сиромаштвом воде на површинском дијелу, односно богатством воде у подземљу са веома сложеним хидрауличким односима. Што се тиче минерално-сировинске потенцијалности предметни терени обилују сировинама техничко-грађевинског камена-карбоната, затим угља и боксита.

### Средишњи Динариди
Средишњи Динариди према ранијим геосинклиналним теоријама представљају праг или прелаз између Спољашњих и Унутрашњих Динарида. Граница према Далматинско-херцеговачком композит терану је релативно јасна, док је граница према Унутрашњим Динаридима веома компликована због изражених навлачења и накнадних спуштања североисточних блокова.
Према савременим, посебно палеомагматским анализама, сматра се да је већ у средњем тријасу долазило до раскидања континенталног дела Динарида и њихово кретање према североистоку.
Минерално-сировинска потенцијалност представља мноштво лежишта и појава, поготово металичних сировина, које су масовно заступљене унутар Средњебосанског рудогорја, од којег само крајње западни део припада Републици Српској (регион од Јајца до Мркоњић Града).
Неметаличне сировине за разлику од металичких имају велики значај, и то барити, разни шкриљци, гипс, бентонит и др.
Енергетске сировине-угљеви такође представљају потенцијалне минералне сировине (посебно Санско-унски теран чија седиментна сукцесија почиње сигурно доказаним масивним кречњацима девона, који долазе на пелитско-псамитским седиментима нејасно дефинисаним као творевине силура-девона).
Највећи део Санско-унског терана обухвата Љубијска металогенетска област са највећим резервама-минерализацијама гвожђа различите старости и мноштвом других потенцијалних минерализација обојених и неметаличних сировина

### Унутрашњи Динариди
Унутрашњи Динариди према старијим концепцијама представљају творевине еугеосинклиналног седиментационог простора, крајњег североисточног дела Динарида. Геолошка грађа ових терена је веома комплексна јер представљају тектонски укљештене стенске комплексе Динаридског офиолитског појаса.

## Инжињерскогеолошке категорије у РС
Инжењерскогеолошка својства Републике Српске су знатно повољнија ако је тектонска оштећеност знатно мања, јер граде стабилне, условно стабилне до нестабилне терене у подручјима са великом дебљином површинских покривача.
На територији Републике Српске, у грубој подели, издвојене су седећe инжењерскогеолошке категорије:

### Комплекси седимената песка, шљунка и глине
Комплекси седимената песка, шљунка и глине, обухвт сеерни део Републике Српске, подручје Семберије, Модриче, Дервенте, као и подручја уз речне токове Врбаса, Босне, Саве и њихових притока. Овај комплекс изграђују групе стена претежно шљунковито-песковитог и глиновитог састава.
Ови терени су састављени од језерских неогених, алувијалних и флувијалних, плеистоценско-холоценских седимената.
Комплекс алувијалних седимената изграђује искључиво равнице дуж ријечних токова. У грађи терена преовладавају различито таложени и  
неједнолично гранулисани седименти шљунка и песка, местимично глине, ређе муља.
Представљају стабилне терене.
У хидрогеолошком погледу представљају добро водопропусне средине. Речне терасе су мање или више сачуване у долинама већине река Републике Српске. Оне су такође изграђене од шљунковито-песковитих наслага, које су углавном прекривене слојем песковитих глина. Углавном граде стабилне терене.
У комплексима језерских седимената млађег неогена изграђених од пескова, шљункова и глине, подложност ерозији и клизању је веоме изражена. Комплекси ових стена стварају велике тешкоће, јер глине подлежу расквашавању, бубрењу и тако слабљењу физичко-механичких карактеристика, што услед великог прилива воде доводи до стварања процеса нестабилности.

### Комплекс стена флиша
Флишне наслаге одликују се великом хетерогеношћу и анизотропношћу због честог смјењивања различитих литолошких чланова: пешчара, лапорца, глина, лапоровитих и песковитих кречњака, конгломерата и бреча.
Подручје Котор Вароши, Приједора и Бања Луке, изграђује флишни комплекс мезозојских стена. То су излучене језерске наслаге старијег неогена и мезозојски комплекси верфенских слојева. Састављни су од услојених и плочастих лапораца, глинаца, банковитих пешчара и конгломерата, песковитих кречњака, бреча и туфова.
Распаднути флишни материјал лако подлеже квашењу и клизању, тако да је овај геодинамички процес веома чест у овим стенским масама. Код овог комплекса значајно је да нагиб површине слоевитости представља услов стабилности падине. Према томе, неповољни услови су на падинама у којима слојеви падају паралелно нагибу под углом мањим од нагиба падине. У том случају су падине или нестабилне или се стене усецањем могу довести у нестабилно стање.
У теренима са наизмјеничним смењивањем аргилошиста, филита, пешчара и конгломерата, клизишта су претежно плића. Поред клизишта, при засецању падина, могуће је одроњавање мањих или већих маса стена овог комплекса.
Основне инжењерскогеолошке одлике ових комплекса су:
- смењивање крутих и пластичних стена, интензивно тектонски оштећених,
- наизменично смењивање практично водонепропусних и водопропусних маса са пукотинском порозношћу
- различита отпорност стена према деструктивном деловању спољашњих фактора као
- развијеност процеса спирања и јаружања у дубоко распаднутим основним стијенама комплекса.

Област између Дервенте, Модриче и Добоја, Лопара, Зворника, Чемерног, Вардишта и Челинца изграђује флишни комплекс палеогена, кога сачињавају пешчари, лапорци, глинци, ређе лапоровити кречњаци. Овај комплекс је тектонски јако убран и испуцао, водопропустан.
У инжењерскогеолошком погледу ови терени спадају у условно стабилне до нестабилне терене што се тиче развоја процеса нестабилности, односно могућности појављивања клизишта.

#### Комплекс кречњака и доломита
Подручје Херцеговине, Калиновика, Хан Пијеска, Власенице, Шековића, Мркоњић Града углавном је изграђено од криптокристаластих кречњака и доломита који представљају маринске седименте мезозоика. Ове стене су углавном слојевите, ређе масивне, веома испуцале и карстификоване.
Најзначајнија инжењерскогеолошка својства кречњачких терена су велика и јасна испуцалост, подложност механичком распадању, уз стварање сипарског материјала на падинама. Због лаког протока воде кроз ове карстификоване карбонатне стене, површински токови су веома ретки јер вода углавном отиче подземним каналима и појављује се у виду неколико километара удаљених врела.
Стабилност кречњачких терена је веома велика. Клизишта су изузетно ретка и јављају се у кречњачким масама само ако у њима има доста лапоровито-глиновитих прослојака и сочива.
Одроњавање и клизање се увек јавља као последица засецања и оптерећења падина у којима су пукотине паралелне нагибу косине.
Шире подручје Романијског платоа у највећем делу изграђују марински седименти мезозоика, представљени слојевитим и банковитим, јако испуцалим и карстификованим кречњацима и доломитима.
Стабилност ових терена је веома велика и они су мало подложни процесима нестабилности.

### Вулканогено-седиментни комплекс
У дијабазрожној формацији, које има у северном и источном делу Републике Српске,  дешавају се велика и честа клизања терена. То су подручја планине Козаре, Лакташа, Хан Пијеска, Рогатице и Горажда.
Литолошки састав овог комплекса је веома хетероген. Од седиментних стена развијени су пешчари, рожнаци, глине, лапори, кречњаци, конгломерати и брече.
Од магматских стена врло су честе дијабазе, мелафири, порфирити и туфови.
По својим хидрогеолошким својствима ови комплекси су слабо водопропусни до водонепропусни, што је последица њиховог лаганог трошења и распадања, као и склоности према процесима нестабилности.

### Шкриљци ниског кристалинитета
Филити, хлоритски, серицитски и други шкриљци и аргилошисти, који чине комплекси кристаластих шкриљаца ниског кристалинитета издвојени су на подручју Козарске Дубице, Фоче, Сребренице и Братунца.
Комплекси ових стена немају једнака физичко-махничка својства, слабо су отпорни према спољашњим утицајима и практично су водонепропусни. Граде стабилне, условно стабилне до нестабилне терене у подручјима са великом дебљином површинских покривача
Важну улогу у погледу стабилности имају тектонска оштећеност, положај површина шкриљавости и нагиб пукотина у односу на површину терена.
Инжењерскогеолошка својства су знатно повољнија ако је тектонска оштећеност знатно мања.